# Donnet-Zédel
Pour les articles homonymes, voir Donnet.
Donnet (à l'origine Donnet-Denhaut) est une entreprise industrielle française du début du XXe siècle.

## Histoire
Fondée en 1915 par le Suisse Jérôme Donnet (ancien de Donnet-Lévêque) et François Denhaut, elle s'installe à Neuilly-sur-Seine au 13 boulevard de Levallois.
La société fabrique à cette époque une série très réussie d'hydravions de patrouille pour la Marine française. Après la Première Guerre mondiale, en 1919, l'entreprise devient simplement « Donnet » lorsque Denhaut la quitte (remplacé par Maurice Percheron) et oriente alors ses activités uniquement vers l'industrie automobile.

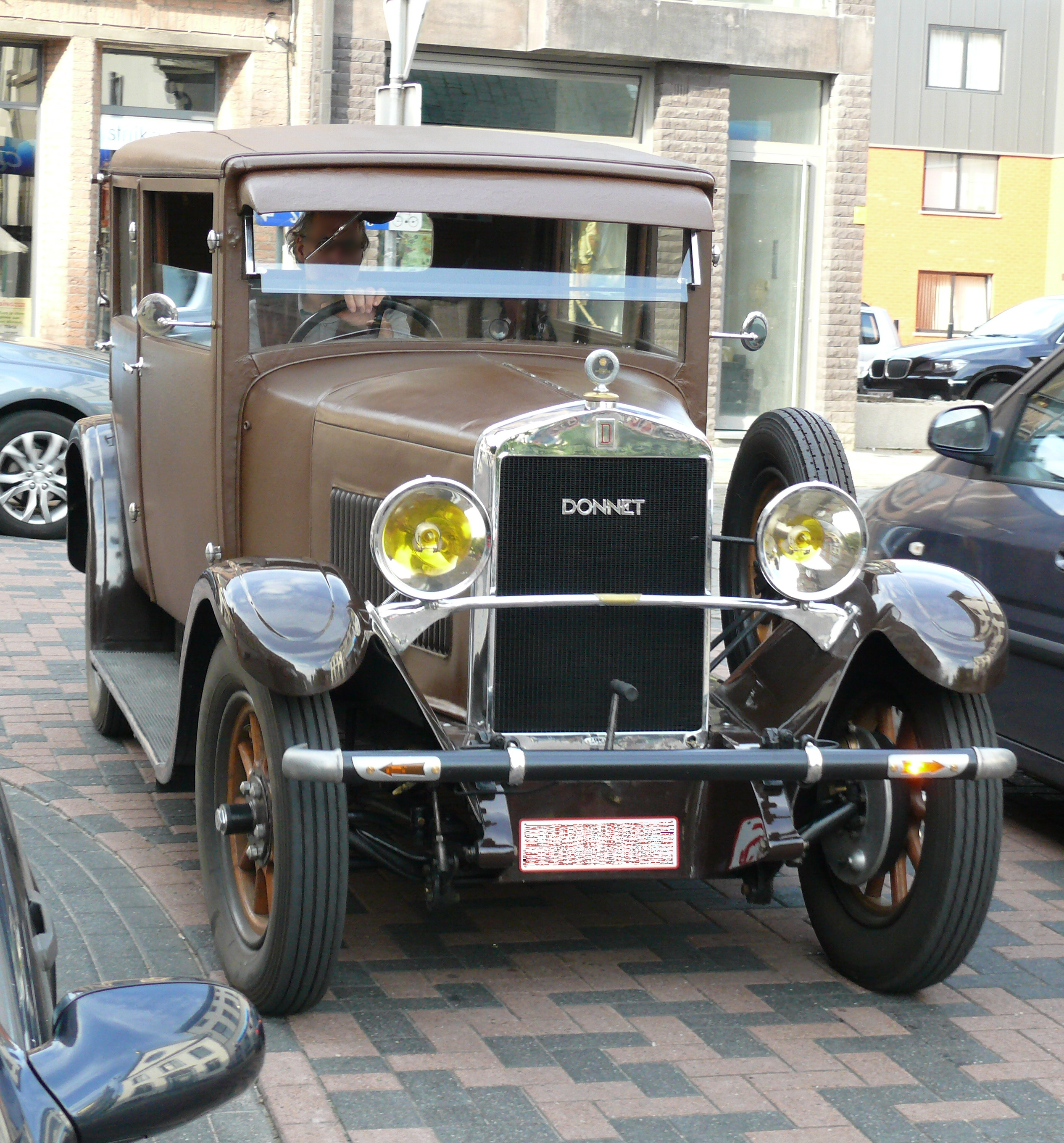
Une Donnet-Zédel CI6.

Jérôme Donnet achète alors les automobiles Zédel (société créée par Ernest Zürcher et Herman Luthi) à Pontarlier et change le nom de l'entreprise en « Donnet-Zédel ». Il produit la Donnet-Zédel CI-6 à moteur 2 120 cm3, sur la base d'un modèle de 1912. Une nouvelle voiture, la Type G à moteur 1 098 cm3, produite dans l'ancienne usine parisienne d'hydravions de l'ile de le Jatte, est présentée en janvier 1924 et son succès fera de Donnet le cinquième producteur d'automobiles de France en 1927, après Renault, Citroën, Peugeot et Mathis, et juste avant Chenard & Walker.
En 1926, l'entreprise acquiert l'usine Vinot & Deguingand de Nanterre qui, bien que de taille modeste, offre des possibilités d'extension. Une usine ultra-moderne qui sera inaugurée en 1928 est alors construite sur un terrain de 100 m x 100 m – sur cinq niveaux – et est équipée de 2 chaines de montage à l'américaine. Tous les ateliers existants y sont alors regroupés. Les véhicules sortant de la nouvelle usine portent simplement la marque Donnet.
L'usine Zédel de Pontarlier, désuète, et dont les machines ont été transférées à Nanterre , cesse son activité en 1929.
Une large gamme de modèles de voitures est produite de la fin des années 1920 et jusqu'au début des années 1930 incluant des modèles luxueux à six cylindres. Mais l'époque faste de l'automobile se termine avec la crise de 1929 qui va plonger l'entreprise dans de graves difficultés financières, et la production cesse définitivement avec la mise en faillite de l'entreprise en décembre 1934. L'usine de Nanterre et ses outillages sont rachetés aux enchères par FIAT pour y fonder sa filiale française SIMCA.

## Production

### Aéronautique
- Hydravions Donnet-Denhaut DD2, DD8, DD9 et DD10

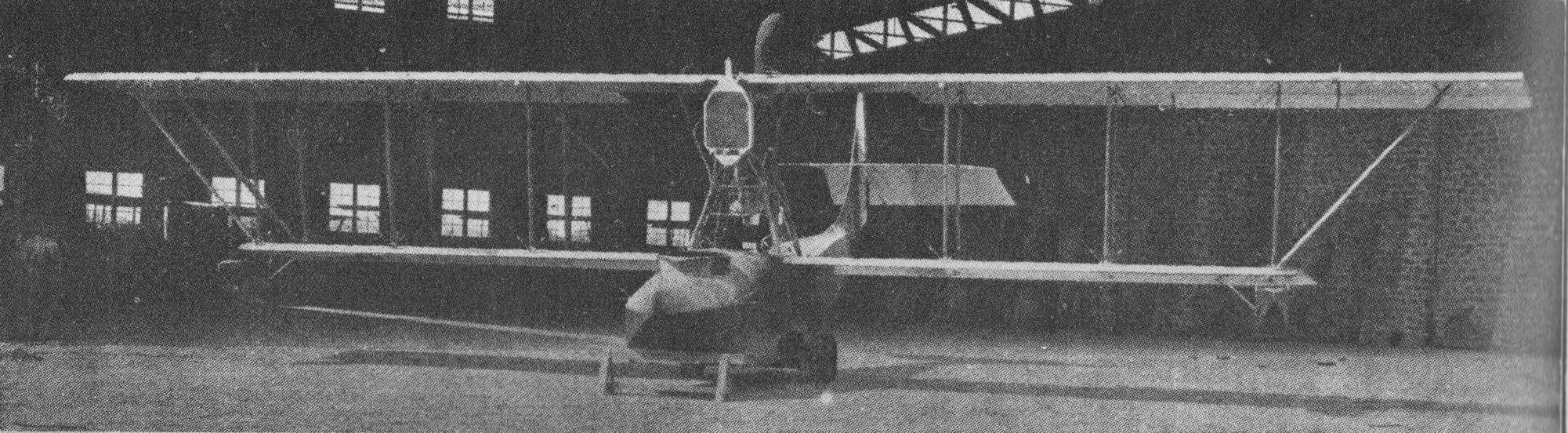
Hydravion Donnet-Denhaut.

### Automobile
La plupart des voitures produites par Zédel, Donnet-Zédel et Donnet ont été mues par des moteurs à quatre cylindres de 7 CV ou 11 CV. Le moteur Zédel avait une cylindrée de 3 168 cm3 et les moteurs Donnet-Zédel de 1 098 cm3 ou 2 120 cm3.
Un des meilleurs modèles était un six cylindres 14 CV Donnet de 2 540 cm3 à soupapes latérales.

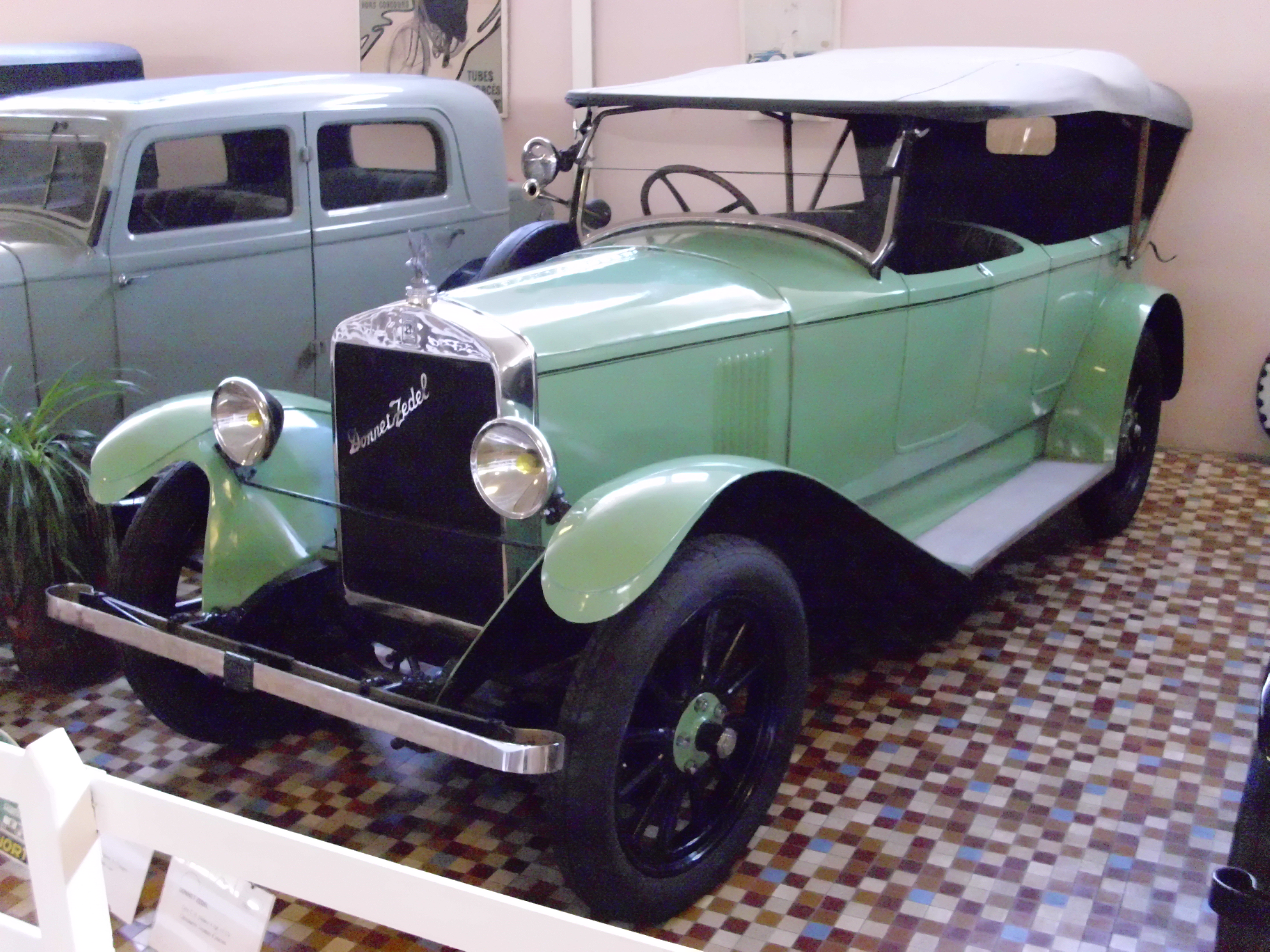
Automobile Donnet-Zédel.
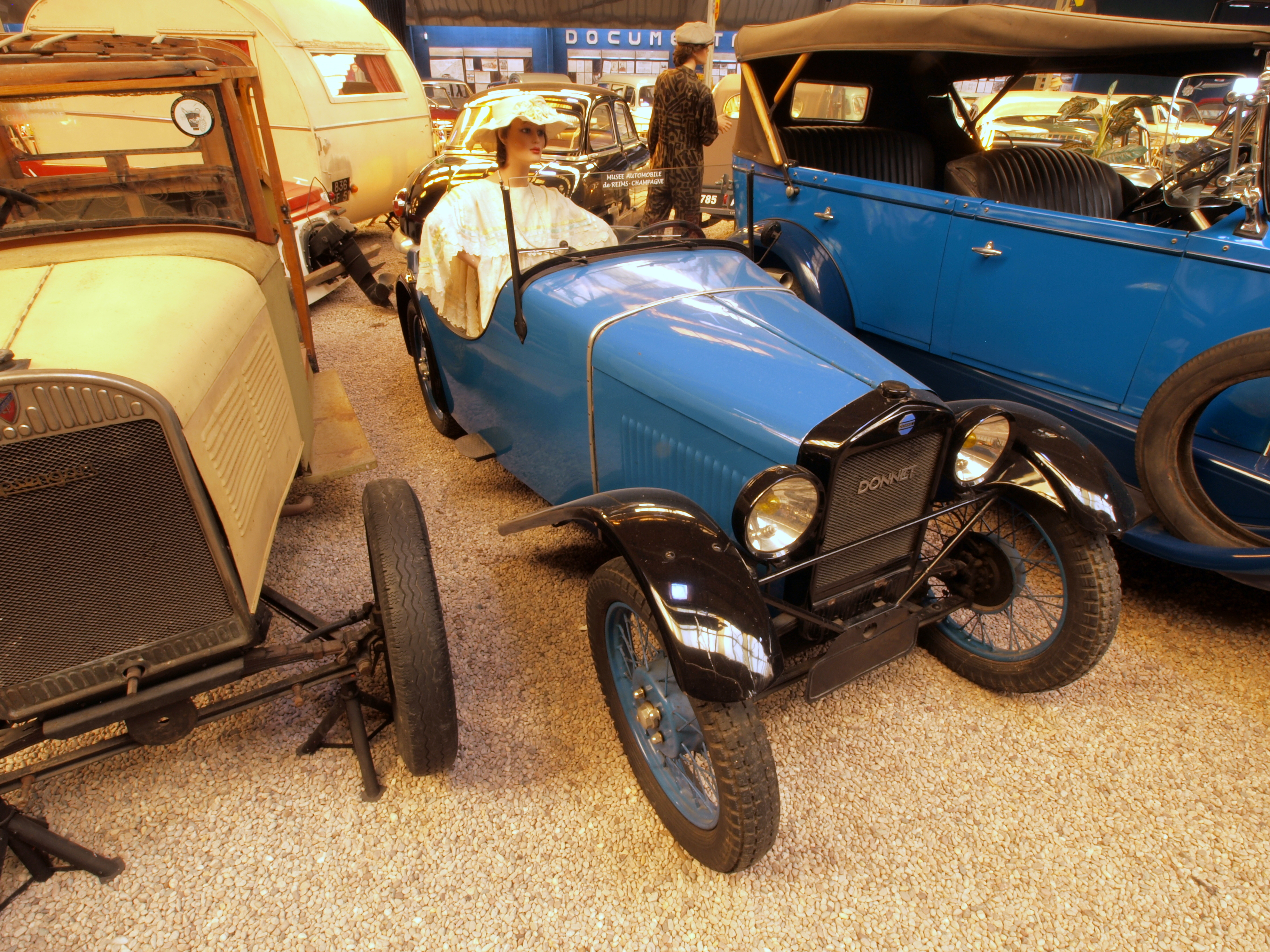
Automobile Donnet 149 AC Cyclecar.

#### Donnet type 149AC Cyclecar
Caractéristiques techniques du moteur Donnet type 149AC Cyclecar :
- Moteur : 2 cylindres, 2 temps, maneton calé à 180°
- Alésage/course : 73 mm × 75 mm
- Cylindrée : 625 cm3
- Puissance : 4 CV
- Alimentation : par carburateur et graissage par pompe à huile réglable.
- Boîte de vitesses : à 2 rapports + MA